# Муругесан Махендран
Муругесан Махендран (9 березня 1947) — малайзійський хокеїст на траві.
Бронзовий призер Азійських ігор 1974 року.